# Język czirokeski
Języki czirokeski (nazwa własna: ᏣᎳᎩ – Tsalagi; ang. Cherokee) – język z południowej gałęzi rodziny irokiańskiej, używany przez ok. 20 tysięcy Czirokezów w amerykańskim stanie Oklahoma i w czirokeskim rezerwacie w Great Smoky Mountains w Karolinie Północnej. Zapisywany jest sylabariuszem czirokeskim.

## Fonetyka i fonologia
W języku czirokeskim występują następujące spółgłoski:
|                    | wargowe | dziąsłowe | palatalne | welarne | krtaniowe |
| ------------------ | ------- | --------- | --------- | ------- | --------- |
| zwarte             |         | t         |           | k       | ʔ         |
| zwarto-szczelinowe |         | ʦ         |           |         |           |
| szczelinowe        |         | s         |           |         | h         |
| nosowe             | m       | n         |           |         |           |
| półotwarte         |         |           | j         | ɰ       |           |
| boczne             |         | l         |           |         |           |

W języku czirokeskim istnieją następujące samogłoski:
|         | przednie | centralne | tylne |
| ------- | -------- | --------- | ----- |
| wysokie | i        |           | u     |
| średnie | e        | ə̃         | o     |
| niskie  |          | a         |       |

Występuje też dyftong /ai/ – jedyny w języku czirokeskim. Spółgłoska wargowa /m/ pojawiła się stosunkowo niedawno.
Od powyższego schematu jest jeden wyjątek – Czirokezi z Oklahomy wymawiają zapożyczony z języka angielskiego wyraz automobile z głoskami /ɔ/ i /b/ jak w angielskim.

### Tony
Jest językiem tonalnym, a tony pełnią funkcję dystynktywną (rozróżniania znaczenia wyrazów). System tonalny ulega jednak stopniowemu uproszczeniu, zwłaszcza wśród młodszego pokolenia.

## Gramatyka
Podobnie jak większość języków autochtonicznych Ameryki język czirokeski jest językiem polisyntetycznym – wypowiedzi składają się z doklejanych do siebie morfemów, mogących zawrzeć całe zdanie w jednym wyrazie. Czirokeskie czasowniki, użyte w wypowiedzi składają się z przedrostka zaimkowego, wskazującego osobę, i rdzenia wyrazowego, do których mogą być dołączane przyrostki oznaczające aspekt i tryb.